# Carbonara
A carbonara olasz tésztaétel, mely tojásból, pecorino sajtból, guancialéből (tokaszalonna) és frissen őrölt fekete borssal készül.

## Története
A carbonara eredete homályba vész, de a legtöbb forrás szerint a Lazio régió mára már klasszikussá vált étele. Számos elmélet született a carbonara eredettörténetéről: az étel neve az olasz carbonara (szénégető) kifejezésből ered, ezért születhetett az a népszerű elképzelés, hogy a szénégető munkások készíthették először. Az Amerikai Egyesült Államokban coal miner's spaghetti néven ismert. Az ételre szórt őrölt borstól az étel tényleg úgy néz ki, mintha szénnel hintették volna be. Egy másik teória szerint a 19. század eleji carbonari mozgalom előtti tisztelgésként készítették először.
Valójában egy modern városi étel, mely a második világháborút követő években jelent meg Róma környékén. A világháború előtti források nem említik és nem szerepel Ada Boni La cucina Romana (1927) című művében sem. Az egyik első említése 1950-ben történt, a La Stampa cikkében: egy tojásból és szalonnából készült ételként írták le, mely nagy népszerűségnek örvendett az 1944-ben Rómába bevonult amerikai katonák körében. Ehhez kapcsolódik az étel egy másik eredettörténete: a háború miatti élelmiszerhiányt enyhítendő az Egyesült Államokból szállították a tojásport, mely hamar az olasz konyha részévé vált és ennek köszönhetően születhetett meg a carbonara. Elterjedéséhez a római La Carbonara étterem is hozzájárulhatott. Helyet kapott Elizabeth David Italian Food (1954) című könyvében is.

## Elkészítése
Az carbonara hagyományosan spagettivel készül, melyre tojásból, szalonnából és sajtból készült mártás kerül. A szalonna általában guanciale (fűszeres tokaszalonna), de elterjedt a pancetta (hasaaljából) is. A római konyha a pecorino sajtot részesíti előnyben, de a parmezán ugyancsak megfelel a célra. A receptek a tojást illetően sem egységesek: van amelyikben a mártás alapját az egész tojás képezi, míg máshol csak a sárgája, vagy a kettő keveréke.
A feldarabolt szalonnát hideg serpenyőbe tesszük, alacsony lángon kiolvasztjuk. Kissé meg is pirulhat, de ne legyen ropogós. Eközben a tojásokat és a lereszelt sajtot összekeverjük, sóval és frissen őrölt borssal ízesítjük. A sós vízben kifőtt al dente tésztát a kiolvadt szalonnához keverjük, majd hozzáadjuk a tojásos-sajtos keveréket, adunk hozzá a tészta főzőlevéből is. Az egészet összeforgatjuk és átkeverjük: akkor kész, ha a tésztát krémes állagú mártás vonja be. A tészta hője elégséges a művelethez. Ez a recept kulcspontja: vigyázni kell, hogy a tojást ne érje túl magas hőmérséklet, mert különben az állaga a rántottához hasonló lesz. A tésztát vízfürdő felett is összeforgathatjuk a mártással. 

### Változatok
Spagetti helyett gyakran készítik bucatini tésztával, de készülhet valamilyen csőtésztával is (mint például a penne), amely formájának köszönhetően jobban felveszi a mártást mint a spagetti. Az olasz receptekben – néhány kivételtől eltekintve – nem szerepel tejszín. Olaszországon kívül sok helyütt mégis ezzel készítik. Ugyanez igaz a fokhagymára is.
A carbonara különféle változatai szerint kerülhet még bele zöldborsó, brokkoli, póréhagyma, hagyma, gomba, vagy más zöldség. A pancetta és/vagy guancale helyettesítésére használnak sonkát, bacont, vagy más húskészítményeket.